# Himki
Himki [hímki] (rusko Хи́мки) je mesto v Rusiji, drugo največje v Moskovski oblasti. Je upravno središče Himškega mestnega okrožja. Leži ob Moskovskem prekopu, ob severozahodnem robu Moskve. Leta 2010 je imelo 188.533 prebivalcev.